# أرغوليات (رتبة)
أرغوليات (الاسم العلميArguloida)، رتبة دويبات حشرية (طفيلية) من القشريات وينتمي إلى طائفة Ichthyostraca.